# Militärflugplatz Tarawa

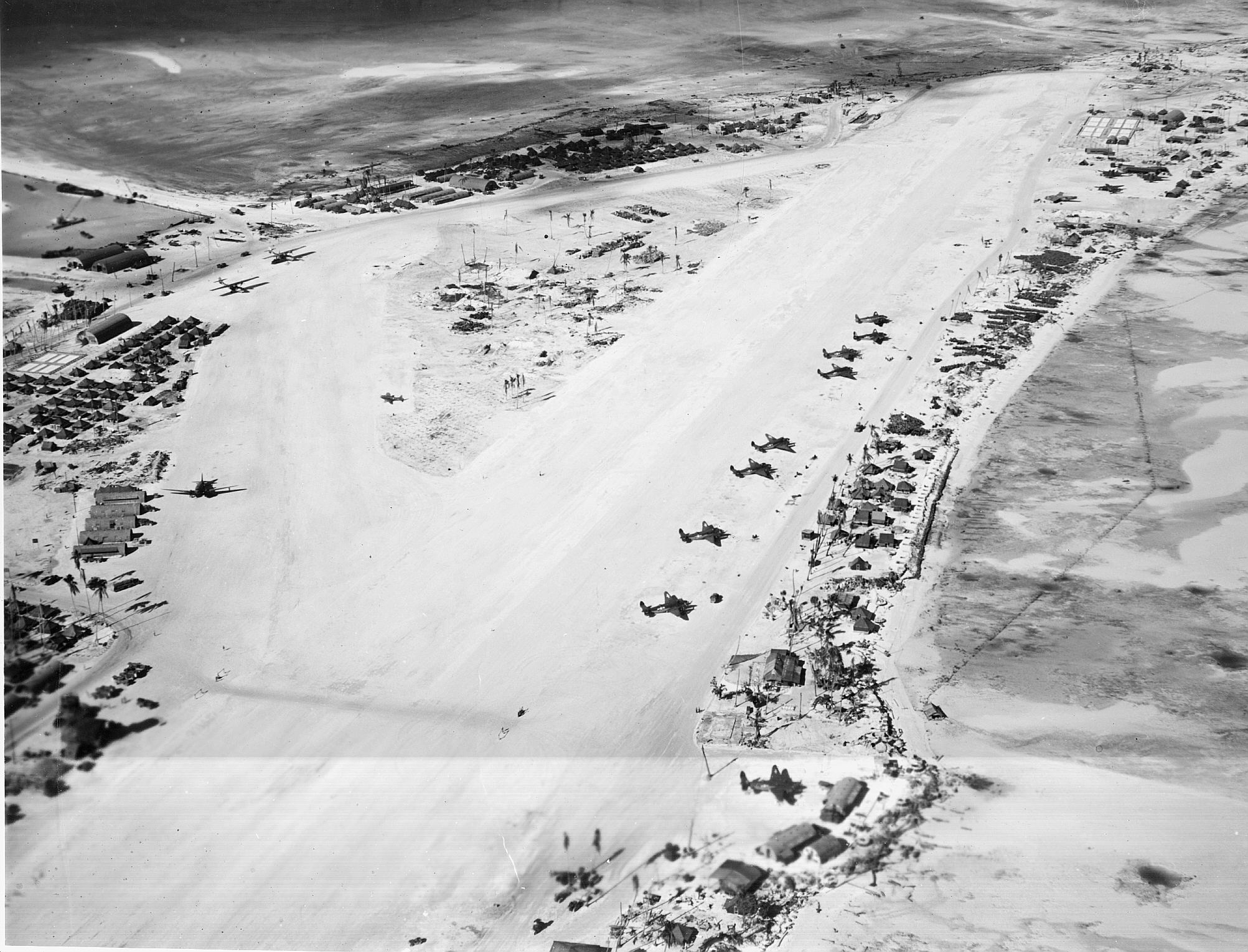
Hawkins Field, 1944

Der Militärflugplatz Tarawa auf der südwestlichsten Insel Betio des heutigen Kiribati-Atolls Tarawa war eine militärische Anlage, die 1942 unter Leitung von Konteradmiral Tomanari Saichirō (友成 佐市郎) gebaut wurde.
Tarawa ist ein Atoll im Zentral-Pazifik, das während des Zweiten Weltkriegs von den japanischen Besatzern befestigt wurde. Zu den militärischen Anlagen gehört auch der Flugplatz in der Mitte des Atolls.

## Bau
Im September 1942 kam Konteradmiral Tomanari mit einem Schiffskonvoi nach Betio, der Hauptinsel an der südwestlichen Spitze des Tarawa-Atolls mit dem einzigen Seehafen. Er war vom Obersten Kaiserlichen Marinestab beauftragt, die Insel zu befestigen, da man eine amerikanische Landung befürchtete. Neben dem Admiralsstab transportierte der Schiffskonvoi auch etwa 4000 Soldaten aus verschiedenen Regimentern und Bataillonen sowie 500 koreanische Hilfssoldaten.
Tomanari befahl, einen Flugplatz in der Mitte der Insel zu bauen, damit diese von der japanischen Marineluftwaffe gegen feindliche Luftangriffe geschützt werden konnte.
Die Arbeiten begannen sofort, und im Oktober 1942 waren vier Betonpisten fertiggestellt (Länge 1.213 m), zwischen denen etwa 400 Baracken, Verwaltungsbüros und Schutzbunker lagen. Die Hangars waren teils aus Zement, und teils mit Wellblech bedeckte Hütten. Der Fliegerhorst konnte bis zu 50 Flugzeugen aufnehmen.

## Strategische Bedeutung

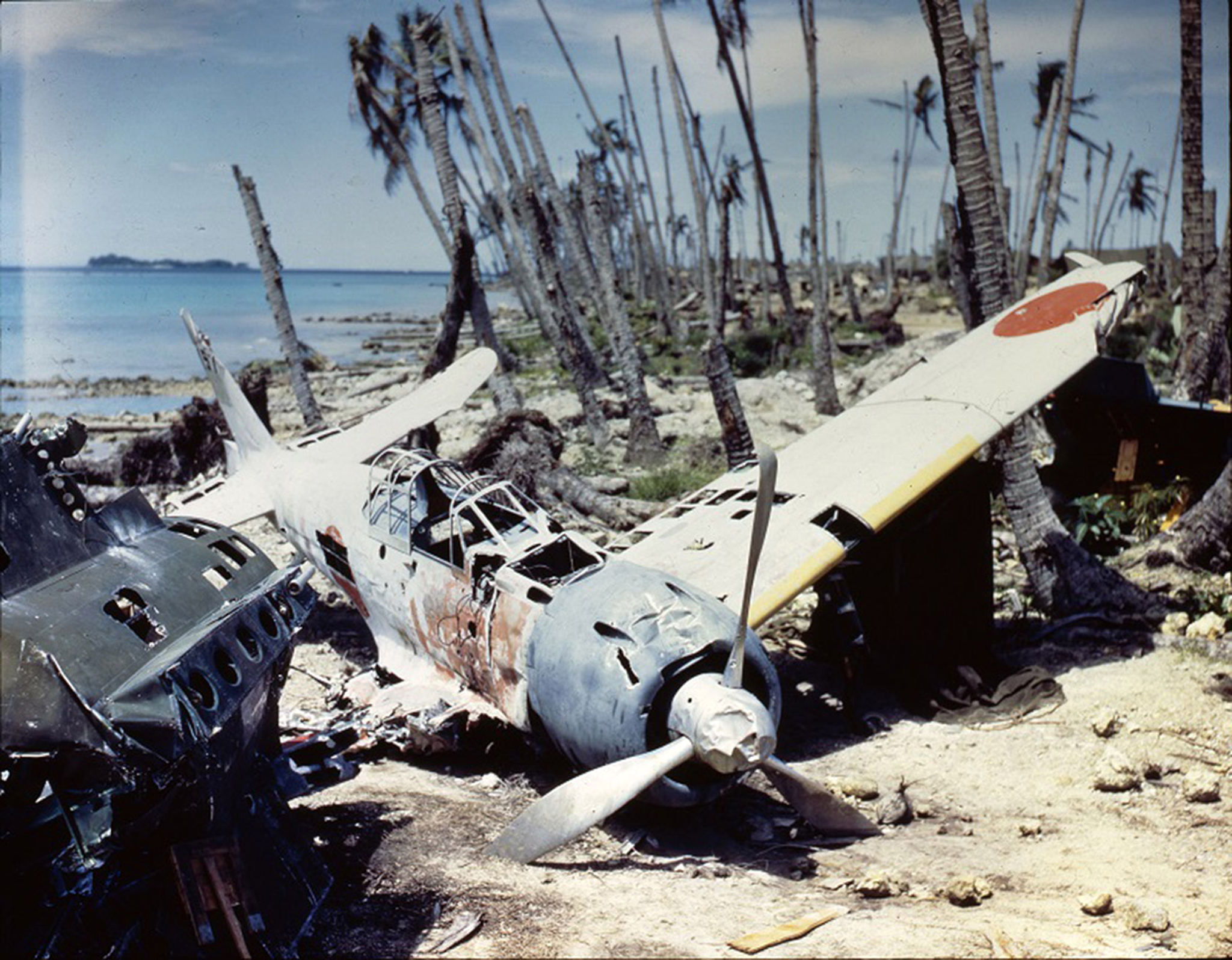
Wrack einer Mitsubishi A6M Zero, 1943

Im November 1942 flog die Kaiserlich Japanische Marineluftwaffe sofort 26 Mitsubishi A6M Zero Jagdflugzeuge ein, die die Insel Betio verteidigen sollten. Im Dezember kamen 20 Wasserflugzeuge an, die im seichten Lagunenwasser vor dem Dock lagen, und zur Aufklärung dienen sollten.
Der Flugplatz, von den Marines nach der Eroberung von Tarawa 1943 in Hawkins Field umbenannt, war für beide Seiten strategisch wichtig: die japanische Armee benutzte ihn als eine flexible Basis, deren Flugzeuge den ganzen Zentralpazifik überwachen konnten. Nach dem amerikanischen Angriff auf den großen japanischen Hafen von Truk, konnten die auf Betio stationierten Flugzeuge diesen Sektor, im Falle eines neuen amerikanischen Luftangriffes, decken. Außerdem konnten sie strategische Aufklärung um die Gilbert- und Marshallinseln fliegen.

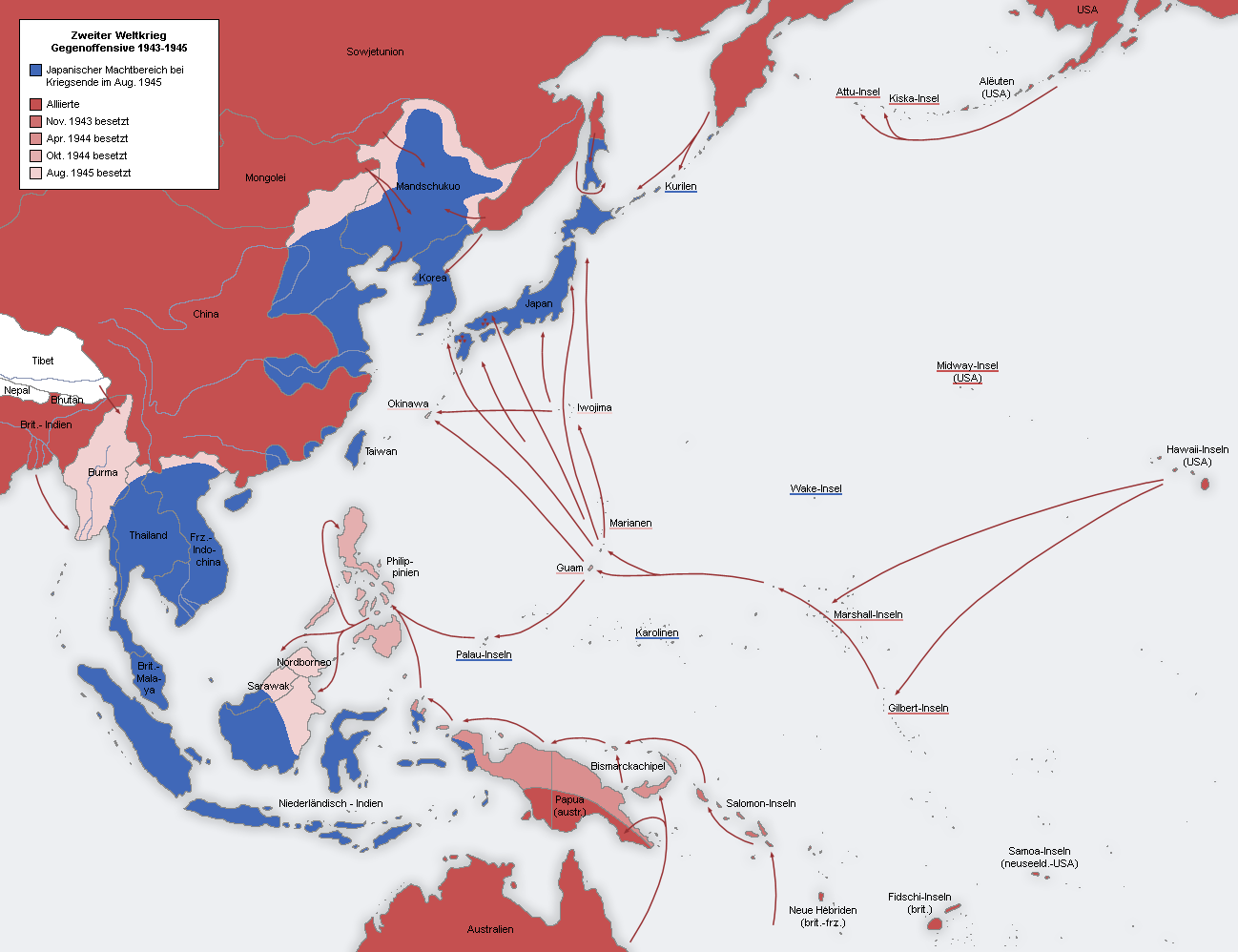
Geografische Einordnung von Tarawa während des Zweiten Weltkrieges im Pazifik und in Asien, 1943–1945

Für die Amerikaner war Hawkins Field wichtig, weil seine Flugzeuge, im Falle einer Eroberung der Marshall- und Marianeninseln, Luftunterstützung leisten konnten. Außerdem konnten die Geschwader den ganzen japanischen Flug- und Seeverkehr orten und angreifen.
Die japanische Armee setzte deswegen alles daran, den Tarawa-Flugplatz zu verteidigen. Sie flog dauernd frische Flugzeuge ein, obwohl die Insel Anfang 1943 unter heftigen Fliegerbeschuss stand. Die Luftangriffe der USAAF sollten die japanischen Befestigungen und den Flugplatz schwächen.
Doch sobald Betio alle ihre Flugzeuge verloren hatte, flog die Kaiserliche Armee neue ein, die gegen die amerikanischen F6F Hellcats und F4U Corsairs kämpften.
Alle Flugzeuge wurden jedoch während der amerikanischen Luftangriffe, die die Landung der Marines auf dem Atoll vorbereiteten, abgeschossen oder am Boden zerstört. Die amerikanischen Verluste im Laufe der zehnmonatigen Luftangriffe beliefen sich auf 346 Jäger und Bomber (abgeschossen oder schwer beschädigt) und 23 Wasserflugzeuge (abgeschossen). Die Japaner verloren 513 Flugzeuge.
Operation Galvanic, so der Deckname des Gesamtunternehmens für die Einnahme der Gilbertinseln, startete am 20. November 1943. Als die Amerikaner landeten, war die Insel ohne Luftverteidigung. Die japanischen Verteidiger hatten jedoch Befehl, das Rollfeld zu verteidigen. Am ersten Tag der Schlacht hielt die erste Befestigungslinie noch, am zweiten wurde sie durchbrochen und die Marineinfanteristen nahmen den Flugplatz ein. Die japanischen Soldaten versuchten, die GIs zum Rückzug zu zwingen, aber alle ihre Gegenangriffe wurden zurückgeworfen.